# Carl Reinhold Sahlberg
Carl Reinhold Sahlberg (Eura, 22 januari 1779 - Yläne, 18 oktober 1860) was een Fins - Zweeds natuuronderzoeker en vooral entomoloog.
Sahlberg's ouders waren Majoor Isak Reinhold Sahlberg en Lovisa Katarina Polviander. Hij trouwde met Johanna Sofia Björkfors en kreeg met haar een zoon, Reinhold Ferdinand Sahlberg die ook een bekend Fins natuurwetenschapper was.
In 1818 volgde Carl Reinhold Sahlberg, Carl Niclas Hellenius op als hoogleraar economie en natuurlijke historie aan Finland's toen enige universiteit, die in Turku. In 1827 werd de stad Turku en de universiteit nagenoeg volledig door brand verwoest. De overblijfselen van de natuurhistorische collecties van het museum werden daarna
overgebracht naar Helsinki waar ze in beheer kwamen van, wat later de Universiteit van Helsinki zou gaan heten.   
Sahlberg verving de collecties die verloren gegaan waren en had een grote rol in het opzetten van een botanische tuin
in Helsinki en een wetenschappelijke vereniging met de naam "Societas pro fauna et flora fennica". 

## Taxa
In de entomologie was hij gespecialiseerd in kevers (coleoptera) en hij beschreef een aantal nieuwe soorten zoals:
- Diabrotica limitata, een keversoort uit de familie bladhaantjes (Chrysomelidae).
- Gyrinus opacus, een keversoort uit de familie van schrijvertjes (Gyrinidae)
- Oreodytes sanmarkii, een keversoort uit de familie waterroofkevers (Dytiscidae).

Zijn afkorting als botanicus is "Sahlb.". 

## Werken
- Dissertatio entomologica insecta Fennica enumerans (Coleoptera) 1834

- Author citation (botany): Sahlb.
- Gemeinsame Normdatei: 132721821
- International Standard Name Identifier: 0000 0000 7694 7736
- Nederlandse Thesaurus van Auteursnamen: 162417594
- LIBRIS: 331893
- Système universitaire de documentation: 192143891
- Virtual International Authority File: 50396063
- WorldCat: E39PBJgHcwWTyg3yMcHJWcrcyd